# Казе Сант'Антонио (Форли-Чезена)
Казе Сант'Антонио (итал. Case Sant'Antonio) је насеље у Италији у округу Форли-Чезена, региону Емилија-Ромања.
Према процени из 2011. у насељу је живело 71 становника. Насеље се налази на надморској висини од 20 м.